# Chloroclystis wongi
Chloroclystis wongi là một loài bướm đêm trong họ Geometridae.